# خولينة
خولينة هي قرية في مقاطعة شاهين دج، إيران. يقدر عدد سكانها بـ 120 نسمة بحسب إحصاء 2016.